# Gruzie na Letních olympijských hrách 2016
Gruzie se účastnila Letní olympiády 2016.

## Medailisté
| Medaile | Jméno                  | Sport    | Soutěž                   |
| ------- | ---------------------- | -------- | ------------------------ |
| Zlato   | Laša Talachadze        | Vzpírání | Muži +105 kg             |
| Zlato   | Vladimer Chinčegašvili | Zápas    | Muži volný styl 57 kg    |
| Stříbro | Varlam Lipartelijani   | Judo     | Muži 90 kg               |
| Bronz   | Laša Šavdatuašvili     | Judo     | Muži 73 kg               |
| Bronz   | Šmagi Bolkvadze        | Zápas    | Muži řecko-římský 66 kg  |
| Bronz   | Irakli Turmanidze      | Vzpírání | Muži +105 kg             |
| Bronz   | Geno Petrijašvili      | Zápas    | Muži volný způsob 125 kg |